# Kideleko
Kideleko è una circoscrizione urbana (urban ward) della Tanzania situata nel distretto urbano di Handeni, regione di Tanga. Conta una popolazione di 5 414 abitanti (censimento 2012).